# Sköldödlor
Sköldödlor (Gerrhosauridae) är en familj i ordningen fjällbärande kräldjur med fem släkten fördelade på två underfamiljer. Ibland kallas dessa djur på svenska för sköldödlor men namnet används vanligtvis bara för släktet Gerrhosaurus. Dessa djur ser ut som skinkar med ett pansar.
Arterna i familjen förekommer i Afrika söder om Sahara och på Madagaskar. De flesta arterna lever i torra habitat med klippor, sand eller gräs. På Madagaskar finns dessa djur även i skogar och längs vattendrag.